# Golinda (Teksas)
Golinda je grad u američkoj saveznoj državi Teksas. Prema popisu stanovništva iz 2010. u njemu je živjelo 559 stanovnika.